# Magyardombegyház
Magyardombegyház es un pueblo ubicado en el distrito de Mezőkovácsháza, condado de Békés, Hungría.

## Superficie
Posee una superficie de 7,650 kilómetros cuadrados.

## Demografía
Hasta 2022 la población era de 155 habitantes, con una densidad de población de 20,26 habitantes por kilómetro cuadrado.